# Æthelred I. (Northumbria)

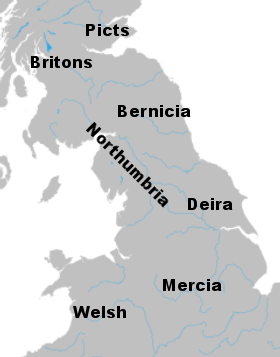
Northumbria im 8. Jahrhundert umfasste Bernicia und Deira

Æthelred I. (auch Aethelred, Aedilredus, Aeðelredus, Æðelred, Æþelred, Æþilred etc.; * um 762; † 18. April 796) war zweimal, von 774 bis 778/779 und von 790 bis 796, König des angelsächsischen Königreiches Northumbria.

## Leben

### Familie
Æthelred war der Sohn des Königs Æthelwald Moll. Seine Mutter war vermutlich dessen Frau Æthelthryth. Er war zweimal verheiratet. Seine namentlich nicht bekannte erste Frau verstieß er vermutlich, um 792 Ælfflæd, eine Tochter des Königs Offa von Mercia, zu ehelichen. Nachkommen Æthelreds sind nicht bekannt.

### Erste Amtszeit
Am 30. Oktober 765 wurde Æthelreds Vater Æthelwald Moll in Pincanheale (Finchale bei Durham) vom Witenagemot abgesetzt und Ealchred (765–774) zum neuen König bestimmt. Um 773 brachen in York Unruhen aus, die möglicherweise bereits im Zusammenhang mit Ealchreds Sturz standen. Zur Osterzeit des Jahres 774 wurde Ealchred vom Witenagemot in York abgesetzt und verbannt. Die Gründe dafür sind unklar: Einerseits hatte er offenbar Probleme mit Erzbischof Æthelberht (767–780), andererseits drängte sein Nachfolger Æthelred an die Macht.
Æthelred herrschte nicht unangefochten. Im Jahr 778 ließ er die drei gerēfas („Grafen“) Ealdwulf, Cynewulf und Ecga ermorden. Er wurde 778/779 abgesetzt und der Thron wurde den Eatingas in Person des Ælfwald I. (778/779–788) zurückgegeben, der ein Enkel von Eadberht war. Æthelred musste während der Regierungszeit seiner Nachfolger Ælfwald I. und Osred II. (788–790) ins Exil.

### Zweite Amtszeit

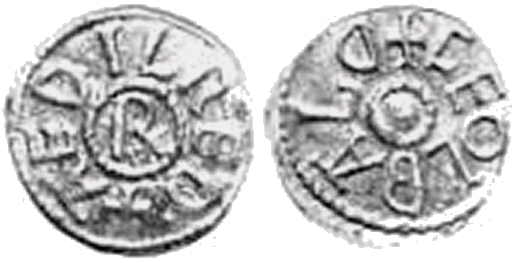
Münze Æthelreds, geprägt zwischen 790 und 796

Nachdem Osred im Jahr 790 ebenfalls seines Amtes enthoben und ins Exil geschickt worden war, wurde Æthelred wieder inthronisiert. Æthelreds frühe Münzen hatten sich an den Prägungen seiner Vorgänger orientiert. In seiner zweiten Amtszeit wurde die Tierdarstellung auf dem Revers durch den Namen des Münzmeisters ersetzt. Mit Æthelred endete das Prägen der sceattas.
Æthelred sah seine Herrschaft jedoch bedroht. Im Jahr 791 kam es zu einer „Säuberungsaktion“. Er ließ Ælf und Ælfwine, die Söhne Ælfwalds, als Thronrivalen aus York entführen und bei Wonwaldremere (Windermere) ermorden. Auch der Ealdorman und spätere König Eardwulf (796–806) wurde gefangen genommen und sollte 791 in Ripon vor den Toren des Klosters hingerichtet werden, doch überlebte er. Die Unzufriedenheit mit Æthelreds Herrschaft wuchs an, sodass Osred aus seinem Exil auf der Isle of Man zurückgerufen wurde. Als er 792 den Thron zurückerobern wollte, wurde er besiegt, gefangen genommen und am 14. September hingerichtet.
Während seiner zweiten Amtszeit erfuhr Æthelred Unterstützung durch König Offa von Mercia und heiratete am 29. September 792 in Catterick dessen Tochter Ælfflæd. Er hatte auch im Adel von Deira Rückhalt und unterhielt diplomatische Kontakte zu Karl dem Großen, von dem er Geschenke erhielt.
Am 7. Juni 793 wurde das Kloster Lindisfarne von Wikingern überfallen und geplündert. Dieser Überfall markiert den Beginn der Wikingerzeit. Im folgenden Jahr folgte ein Überfall auf das Kloster Jarrow. Alkuin warf Æthelred in einem Brief vor, dass diese Plünderung auf seine Sünden und die seiner Edelmänner zurückzuführen sei. Die Ealdormen Ealdred und Wada führten eine Verschwörung an, der Æthelred am 18. April 796 in Cobre (Corbridge) zum Opfer fiel. Seine Witwe Ælfflæd zog sich in ein Kloster zurück. In den darauf folgenden Wirren wurde Osbald, der wahrscheinlich dem northumbrischen Königshaus entstammte, zum König gemacht.